# Аиткулова, Эльвира Ринатовна
Аиткулова Эльвира Ринатовна (баш. Айытҡолова Эльвира Ринат ҡыҙы; род. 19 августа, 1973 года, Новобайрамгулово, Учалинский район, Башкирская АССР) — государственный и общественный деятель, учёный-филолог, журналист, преподаватель университета. Кандидат филологических наук. Главный редактор Башкирского телевидения «Башкортостан» (2010—2013). Председатель Президиума Международного союза общественных объединений «Всемирный курултай (конгресс) башкир» (2019). Депутат Государственного Собрания — Курултая Республики Башкортостан, председатель Комитета по образованию, культуре, спорту и молодёжной политике V (2013—2018) и VI созывов (2018—2021), заместитель Председателя Государственного Собрания — Курултая Республики Башкортостан (2018—2021). Депутат Государственной Думы Российской Федерации VIII созыва с 2021 года.
Из-за поддержки российско-украинской войны — под санкциями 27 стран ЕС, Великобритании, США, Канады, Швейцарии, Австралии, Японии, Украины, Новой Зеландии.

## Биография
Эльвира Ринатовна Аиткулова родилась 19 августа 1973 года в деревне Новобайрамгулово Учалинского района Башкирской АССР. У деревни Новобайрамгулово установлен обелиск, обозначающий условную границу между Европой и Азией.

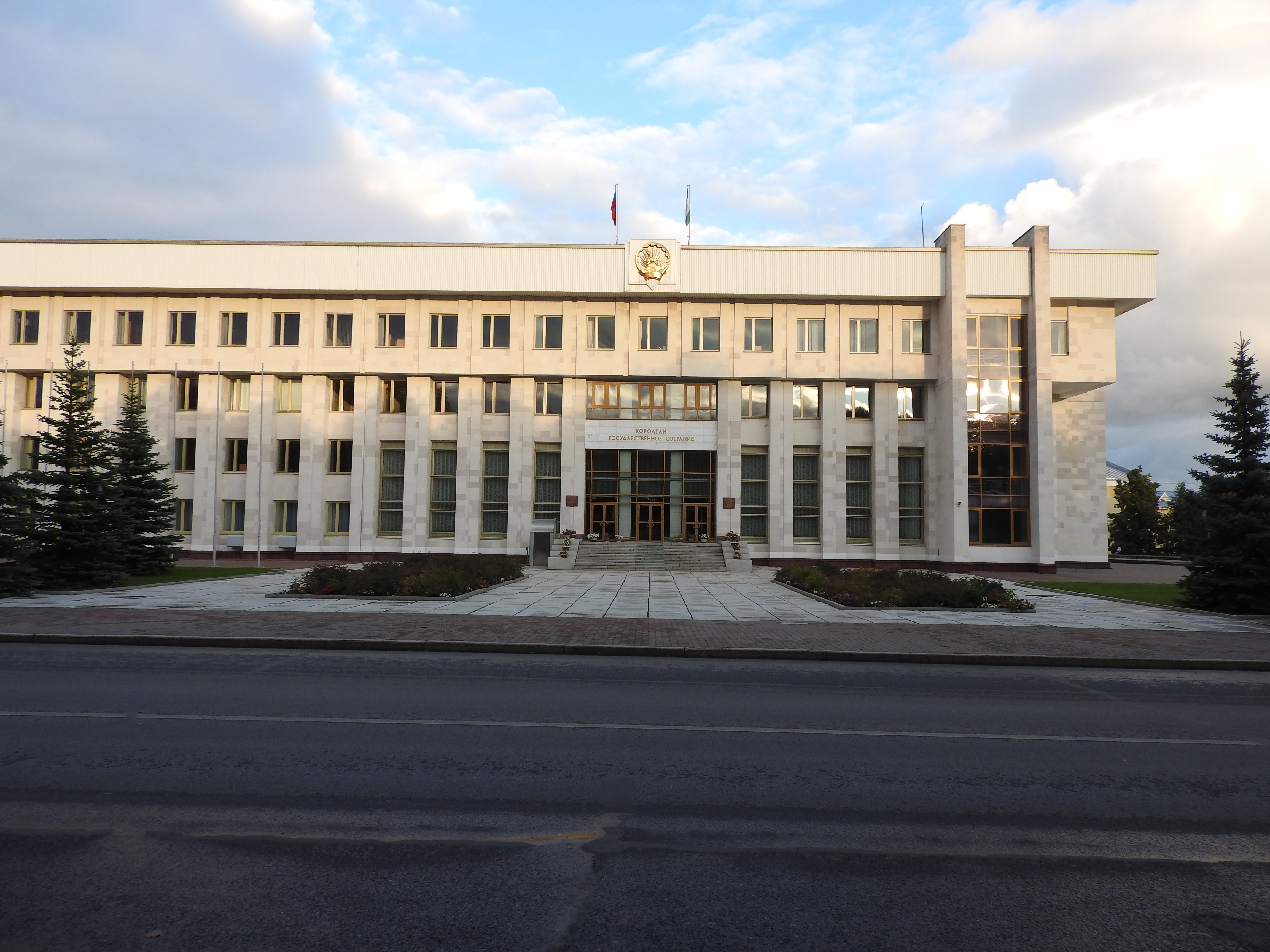
Государственное собрание- Курултай Республики Башкортостан (Уфа)

Следуя по стопам матери-учительницы, окончила Белорецкое педагогическое училище, затем в 1998 году факультет башкирской филологии и журналистики Башкирского государственного университета
В 1997—2004 работала корреспондентом, комментатором, руководителем творческого объединения «Даира», одновременно политическим обозревателем ГУП «ТРК „Башкортостан“», ГТРК «Башкортостан» и корпункта ВГТРК филиала ГУП «Компания ВГТРК».
В 2004—2010 годах — была главным редактором республиканского информационно-музыкального радиоканала «Спутник FМ» (Башкортостан).

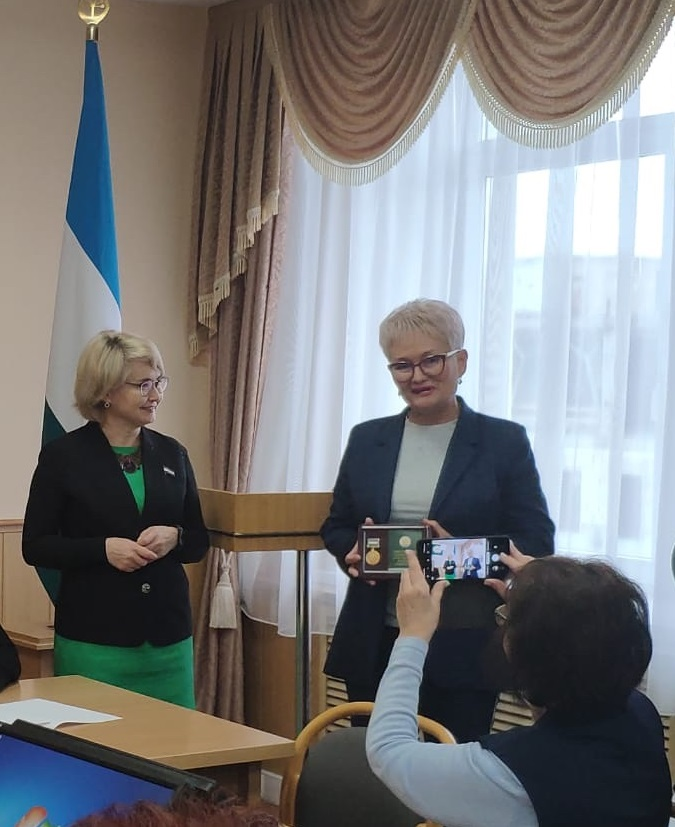
ЗаместительПредседателя Госсобрания — Курултая РБ Э. Р. Аиткулова вручает награду С. Р. Парфёновой

В 2010—2013 годах — главный редактор студии телевидения ГУП ТРК «Башкортостан» Республики Башкортостан.
Работала ассистентом кафедры русской и сопоставительной филологии Башкирского государственного университета.
В 2013 году была избрана депутатом Государственного Собрания — Курултая Республики Башкортостан пятого созыва (2013—2018), председателем Комитета по образованию, культуре, спорту и молодёжной политике. В Государственном собрании РБ количество женщин-депутатов во всех созывах не превышает 5-6 %.
В 2018 году избрана депутатом Государственного Собрания — Курултая Республики Башкортостан шестого созыва. Член фракции Всероссийской политической партии «Единая Россия».
Заместитель председателя Государственного Собрания — Курултая Республики Башкортостан (2018).
Была сопредседателем регионального штаба общественного движения Общероссийский народный фронт (ОНФ) «За Россию», член Центрального штаба.
Координатор проекта партии Единая Россия «Культура малой Родины».
Была руководителем общественной приёмной Д. А. Медведева. Руководитель региональной общественной приёмной партии «Единая Россия».
В 2021 году на выборах в Государственную Думу VIII созыва была избрана по Белорецкому одномандатному избирательному округу № 5 как представитель от политической партии «Единая Россия». 59,23 % голосов избирателей, посетивших участки в дни голосования были отданы за Эльвиру Аиткулову.
В 2022 году поддержала вторжение России в Украину.
Свободно владеет русским и башкирским языками.

## Международные санкции
23 февраля 2022 года попала в санкционные списки стран Евросоюза за действия и политику, которые подрывают территориальную целостность, суверенитет и независимость Украины и ещё больше дестабилизируют Украину.
24 февраля 2022 года включена в санкционный список Канады «близких соратников режима» за голосование о признании независимости «так называемых республик в Донецке и Луганске».
24 марта 2022 года, на фоне вторжения России на Украину, попала в санкционный список США за «соучастие в войне Путина» и «поддержку усилий Кремля по вторжению в Украину», Госдеп США заявил что депутаты Госдумы используют свои полномочия для преследования инакомыслящих и политических оппонентов, нарушают свободу информации, ограничивают права человека и основные свободы граждан России.
По аналогичным основаниям, с 11 марта 2022 года находится под санкциями Великобритании. С 24 марта 2022 года находится под санкциями Соединенных Штатов Америки. С 24 февраля 2022 года находится под санкциями Канады. С 25 февраля 2022 года находится под санкциями Швейцарии. С 26 февраля 2022 года находится под санкциями Австралии. С 12 апреля 2022 года находится под санкциями Японии. Указом президента Украины Владимира Зеленского от 7 сентября 2022 находится под санкциями Украины. С 3 мая 2022 года находится под санкциями Новой Зеландии.

## Семья
Муж — Ильгиз Азатович Аиткулов, заместитель директора телеканала «Вся Уфа». Также есть 2 дочери: Диана Ильгизовна Кремешная и Амиля Ильгизовна Аиткулова, есть внучка София Кремешная.

## Почётные звания и награды
- Почётная грамота Республики Башкортостан[17].
- Почётная грамота Государственного собрания — Курултая Республики Башкортостан, нагрудный знак.